# Talavera La Real
Talavera La Real är en ort i Spanien.   Den ligger i provinsen Provincia de Badajoz och regionen Extremadura, i den sydvästra delen av landet, 300 km sydväst om huvudstaden Madrid. Talavera La Real ligger 188 meter över havet och antalet invånare är 5 204.
Terrängen runt Talavera La Real är platt, och sluttar norrut. Runt Talavera La Real är det ganska tätbefolkat, med 83 invånare per kvadratkilometer. Närmaste större samhälle är Badajoz, 17,5 km väster om Talavera La Real. Trakten runt Talavera La Real består till största delen av jordbruksmark.